# Belgien i olympiska sommarspelen 1964
Belgien deltog med 61 deltagare vid de olympiska sommarspelen 1964 i Tokyo. Totalt vann de två guldmedaljer och en bronsmedalj.

## Medaljer

### Guld
- Gaston Roelants - Friidrott, 3 000 meter hinder.
- Patrick Sercu - Cykling, tempolopp.

### Brons
- Walter Godefroot - Cykling, linjelopp.